# ゲレセンジェ
ゲレセンジェ（モンゴル語: Гэрсэнз、中国語: 格哷森札、1482年 - ?）とは、モンゴルのハーンであるバト・モンケ（ダヤン・ハーン）の子供の一人。外ハルハ諸部の始祖となったことで知られる。
『アルタン・ハーン伝』ではゲレセンジ（Geresenǰi）とも表記され、「ジャライル・ホンタイジ（J̌alayir qongtayiǰi／жалайр хунтайж）」とも称される。

## 概要
ダヤン・ハーンとその側室ジャライルのスミル・ハトンの間の息子として生まれた。同母兄弟にはウルウトを統治したゲレ・ボラトがいる。
ゲレセンジェは外ハルハ諸部の始祖となったことで知られるが、『アサラクチ史』や『シラ・トージ』といったモンゴル年代記には「ゲレセンジェが7ホシグ（＝外ハルハ）に座した事情」が述べられている。これらの年代記よると、ハルハ・トゥメンに属するチノス部のウダ・ボラトがある時ダヤン・ハーンに「今ハルハはジャライルとケルートのシグチたちに支配されている。我らの主とすべき［ダヤン・ハーンの］息子を一人下さい」と陳情したため、ダヤン・ハーンは当初ゲレ・ボラトをハルハに与えた。しかし、ゲレ・ボラトは性格が強情であったためダヤン・ハーンの下に送り返され、その後改めてゲレセンジェがハルハに連れてこられ、ハルハの主になったという。
ハルハ・トゥメンには内ハルハと外ハルハという二大勢力が存在するが、上述した逸話には内ハルハが一切登場しないため、この頃既に両勢力は分裂状態にあったと見られる。内ハルハ5部はゲレセンジェの兄アルチュ・ボラトが相続している。
また、この逸話からジャライルとケルート、特にジャライルが外ハルハにおいて有力なオトクであったことが読み取れる。